# Modelo de Enriquecimiento para toda la Escuela
(Renzulli y Reis, 1997) (SEM: Schoolwide Enrichment Model) respuesta educativa no solo a los estudiantes con talento académico, sino que a todos en el aula, atendiendo a la diversidad del alumnado y las distintas necesidades a la hora de enfrentar los proceso de aprendizaje. La atención a la diversidad es un proceso dinámico y continuo, que requiere del trabajo en conjunto e involucramiento de todos los participantes en los procesos educativos de los estudiantes: directivos, docentes, apoderados y equipos de intervención psicosocial.

## El Modelo de Enriquecimiento para toda la Escuela (SEM)
Surge de la educación de talentos y es flexible en su concepción del talento como en su aplicación, lo que permite que cada escuela pueda contextualizar sus objetivos y planes de trabajo a sus realidades particulares, a la diversidad presente en el aula y a sus estudiantes.
Los objetivos del SEM consideran como elementos centrales la capacidad de Disfrutar (Enjoyment) las experiencias de aprendizaje, lo que lleva a Comprometerse (Engagement) con la tarea y que eventualmente se traduce en Entusiasmo por el aprendizaje (Enthusiasm). Las 3 E buscan propiciar el éxito institucional, la reducción del aburrimiento y el cambio actitudinal en docentes y estudiantes.
Este modelo fue creado por Joseph Renzulli y Sally Reis (1997) para estimular y potenciar la producción creativa en niños y jóvenes, promoviendo el compromiso de los estudiantes a través de 3 Tipos de Enriquecimientos, los cuales están basados en el Modelo de Triple Enriquecimiento (o Modelo de Enriquecimiento Tríadico).
- Tipo I : Exposición al estímulo

Presenta a los alumnos un espectro de disciplinas, tópicos, profesiones, aficiones, lugares, personas y acontecimientos que, generalmente, no son abordados en el currículo ordinario. Un equipo de enriquecimiento integrado por profesores, familias y alumnos organizan y despliegan experiencias de carácter general dirigidas a todo el alumnado. Contactan con ponentes, organizan pequeños cursos, desafíos y demostraciones, así como proyecciones de películas, concursos o semanas temáticas específicas.

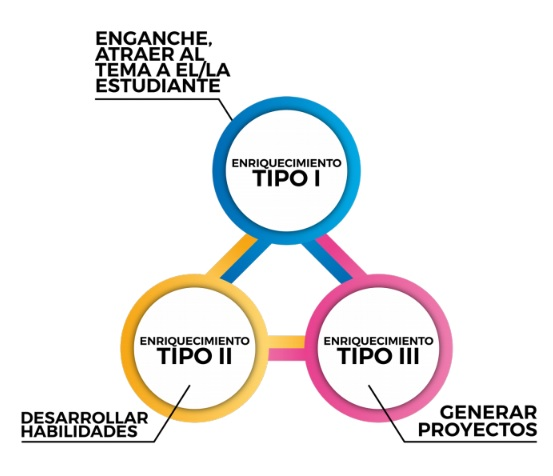
Enriquecimiento Triádico

- Tipo II : Desarrollo de competencias

Diseño de materiales y metodologías para favorecer el desarrollo de competencias cognitivas y de gestión emocional mediante actividades de entrenamiento en pequeños grupos. Estas actividades se desarrollan tanto en el aula general como en programas específicos de enriquecimiento fuera del horario lectivo. Este tipo de enriquecimiento pretende desarrollar las siguientes habilidades:
a) Resolución de problemas y metacognición (habilidades de pensamiento crítico y creativo);
b) Inteligencia emocional (inteligencia inter e intra personal);
c) Habilidades de Know How (saber cómo hacer algo: observación, toma de notas, entrevista, encuestas, análisis y organización de datos. etc.);
d) Uso apropiado de materiales para la iniciación a la investigación (preparación de un trabajo de investigación, uso de bibliografía, etc.); y
e) Habilidades de comunicación oral, escrita y no verbal. Además de esta modalidad general, también se puede desplegar un tipo diferente de enriquecimiento tipo II: los alumnos que han trabajado sobre un área de interés en el Tipo I, pasan ahora a profundizar sus conocimientos en dicha área utilizando metodología de investigación avanzada (lectura de bibliografía, trabajo por proyectos, etc).
- Tipo III : Profundización

Dirigido a alumnos que han trabajado áreas de interés previas (Tipo I y II) y que quieren comprometerse, bien individualmente o en un pequeño grupo, invirtiendo su tiempo personal en adquirir un conocimiento más profundo en sus áreas de interés y recibiendo orientación de mentores y profesores para investigar sobre problemas reales para la vida real.
El modelo SEM está pensado para que el profesorado cree entornos de aprendizaje enriquecido, para el desarrollo del talento a partir del interés del propio alumno, y centrados en el desarrollo de las competencias claves para el siglo XXI: creatividad, comunicación, colaboración y pensamiento crítico
Entrega a los profesores y a los establecimientos educacionales, la posibilidad de desplegar de manera flexible programas de enriquecimiento para el desarrollo del talento, articulando las actividades del modelo en las distintas asignaturas dentro del horario lectivo e impactar positivamente en los aprendizajes de todos los estudiantes.
El énfasis debe situarse más que en identificar quién tiene o no talento, en ofrecer oportunidades de alto nivel que permitan a los estudiantes mostrar comportamientos talentosos, que considera a los estudiantes desde sus fortalezas, desarrollando habilidades para que puedan responder paulatinamente a situaciones de mayor desafío tomando como base sus intereses.

## Teoría de los tres anillos de alta capacidad
Modelo desarrollado por Renzulli, el cual considera que más allá de existir una persona talentosa se tienen comportamientos talentosos potenciales, los cuales se logran con la interacción de tres esferas importantes: Capacidad por sobre la media, altos niveles de compromiso y altos niveles de creatividad.

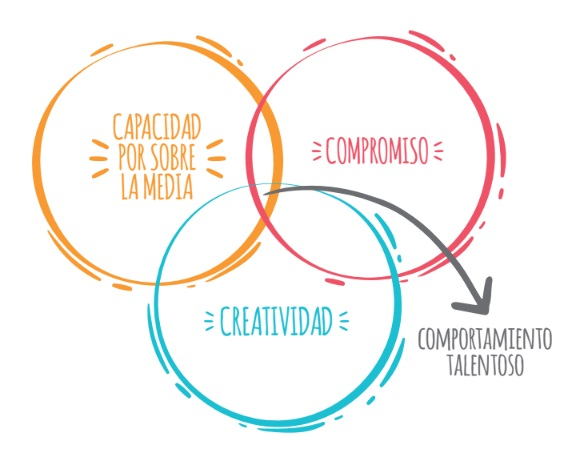
Modelo de los 3 anillos

- Capacidad por sobre la media: Esta conceptualización alude a las habilidades tanto generales como específicas. Las habilidades generales hacen referencia a la capacidad  de procesar información, integrar experiencias de resultados positivos y que se adapten a nuevas situaciones, así como desarrollar la capacidad de pensamiento abstracto. Este tipo de habilidades están presentes en el razonamiento numérico y verbal, las relaciones espaciales, la memoria y la fluidez oral.Modelo de los 3 anillosPor otra parte, las habilidades específicas aluden a la capacidad de adquirir conocimientos, patrones o habilidades para realizar actividades de un orden más especializado y dentro de una temática restringida. Por ejemplo, en la realización de actividades como ballet, química, composición musical, fotografía entre otras.
- Alto nivel de compromiso: Representa características no intelectuales (como perseverancia, determinación, voluntad, etc.) las cuales habitualmente son encontradas en personas productivo-creativas. La relevancia de esta esfera radica en que aquellas personas que aportan a la humanidad habitualmente son personas que se dedican a un área durante un largo periodo siendo capaces de afrontar las posibles dificultades que se le presenten.
- Creatividad: Considera la capacidad de curiosidad, originalidad, divergencia para responder, flexibilidad de pensamiento, y una determinación a desafiar las convenciones y la tradición.

Finalmente, la interacción entre las tres esferas mencionadas, puede dar como resultado un comportamiento talentoso y para poder reconocer a aquellas personas que logran alcanzarlo se puede observar que “son capaces de desarrollar este conjunto de rasgos y los aplican en cualquier área potencialmente valiosa de la actuación humana”. 

## La experiencia chilena
En Chile, el año 2007 el Ministerio de Educación publicó el decreto N°230 que reglamenta el “Programa de Promoción de Talentos en Escuelas y Liceos”. Este programa está destinado a entregar becas para estudiantes con talentos académicos de establecimientos subvencionados municipales, que cursan entre el 2° ciclo de Educación Básica y el 4° año de Educación Media, el cual se ejecutaría a través de un Convenio con instituciones de educación superior reconocidas por el Estado. Desde esa fecha se ha implementado programas de Talentos Académicos en 10 regiones del país.
En 2017 de aplican otras 3 experiencias pilotos en las regiones de Antofagasta, Metropolitana y De Los Lagos en establecimientos municipales con articulación al currículum escolar, que permite a los profesores entregar experiencias de aprendizaje de alto nivel y fortalecer sus capacidades pedagógicas por medio de una visión más inclusiva.

## Publicaciones Seleccionadas
- Renzulli, J.S., & Reis, S.M. (1985). El modelo de enriquecimiento para toda la escuela: Un plan comprensible para excelencia educativa. Centro de Mansfield, CT: Prensa de Aprendizaje Creativo.
- Prieto, María Dolores (2010) Alta Habilidad: Superdotación y Talento.
- Renzulli, J.S (2010) El rol del profesor en el desarrollo del talento
- Gamarra, Patricia (2015). Programa para la detección temprana de niños superdotados de 4 y 5 años de edad en el contexto peruano.
- López, Cristian (2017). Propuesta de fortalecimiento de capacidades pedagógicas para el desarrollo de prácticas inclusivas, basadas en el modelo de enriquecimiento para toda la escuela.